# The Great Waltz (pel·lícula de 1938)
The Great Waltz és una pel·lícula biógrafica estatunidenca de 1938 dirigida per Julien Duvivier i produïda per Bernard H. Hyman. La pel·lícula està basada en la vida de Johann Strauss II i és protagonitzada per Luise Rainer, Fernand Gravet i Miliza Korjus. Rainer va rebre el salari més alt per insistència del productor, però el seu paper és comparativament menor com l'esposa de Strauss, Poldi Vogelhuber. Va ser l'únic paper protagonista de Korjus, qui era una famosa soprano i va cantar a la pel·lícula.
Joseph Ruttenberg va guanyar l'Oscar a la millor fotografia. Korjus va ser nominada a l'Oscar a la millor actriu de repartiment, i Tom Held a l'Oscar al millor muntatge.
La pel·lícula va ser popular a Austràlia i es va distribuir principalment a Sidney i Melbourne durant dos anys després del seu llançament inicial.
La pel·lícula no té connexió amb l'obra de Broadway del mateix nom de 1934.

## Argument
La història altament fictícia veu a "Schani" acomiadat del seu treball en un banc. Reuneix un grup de músics desocupats que donen una actuació en el cafè de Dommayer. L'audiència és mínima, però quan dos cantants d'òpera, Carla Donner (Miliza Korjus) i Fritz Schiller (George Houston), els visiten mentre reparen el seu carruatge, la música atreu a públic més ampli.
Strauss es veu embolicat en una protesta estudiantil; Carla Donner i ell eviten l'arrest i escapen als boscos de Viena, on s'inspira per a compondre el vals "Contes dels boscos de Viena".
Carla li demana a Strauss una mica de música per a cantar en una vetllada aristocràtica, i això porta al compositor a rebre un contracte de publicació. Està de camí i ara pot casar-se amb Poldi Vogelhuber, la seva promesa. Però la proximitat de Strauss i Carla Donner, durant els assajos d'operetes, atreu comentaris, sobretot del comte Hohenfried, l'admirador de Donner.
Poldi continua sent lleial a Strauss i el matrimoni és llarg. És rebut pel kaiser Francesc Josep I d'Àustria (a qui, sense saber-ho, va insultar arran de les protestes estudiantils), i els dos es paren davant multituds al balcó de Schönbrunn.

## Repartiment
- Luise Rainer com Poldi Vogelhuber
- Fernand Gravet com Johann Strauss II
- Miliza Korjus com Carla Donner
- Hugh Herbert com Hofbauer
- Lionel Atwill com Conde Hohenfried
- Curt Bois com Kienzl
- Al Shean com a violoncel·lista
- Minna Gombell com a Sr. Hofbauer
- Ànima Kruger com a Sra. Strauss
- Greta Meyer com a Sra. Vogelhuber
- Bert Roach com Vogelhuber
- Henry Hull com Francesc Josep I d'Àustria
- Sig Rumann com Wertheimer
- George Houston com Schiller
- Herman Bing com Dommayer
- Christian Rub com a cotxer
- Frank Mayo com a oficial de marina (sense acreditar)
- Larry Steers com a home amb uniforme (sense acreditar)

## Premis i distincions
Premis Óscar
| Any  | Categoria                    | Persona           | Resultat  |
| ---- | ---------------------------- | ----------------- | --------- |
| 1939 | Millor fotografia            | Joseph Ruttenberg | Guanyador |
| 1939 | Millor muntatge              | Tom Held          | Nominat   |
| 1939 | Millor actriu de repartiment | Miliza Korjus     | Nominat   |

## Acolliment del públic
Segons els registres de MGM, el film va guanyar $918,000 als EUA i el Canadà, i $1,504,000 a tot el món pel que va registrar unes pèrdues de $724,000.

## Adaptació
La pel·lícula va tenir la seva adaptació en 1972, amb Horst Buchholz en el paper de Strauss, al costat de Mary Costa, Nigel Patrick, i Yvonne Mitchell.